# Янулис Петропулос
Янулис Петропулос (на гръцки: Γιάννουλης Πετρόπουλος) е гръцки андартски деец от Западна Македония.

## Биография
Янулис Петропулос е роден в костурското гръцко село Скумско, тогава в Османската империя, днес в Гърция. При започването на гръцката пропаганда ръководителя на гръцките чети в Костурско Георгиос Цондос (Вардас) го назначава за председател на местния Национален комитет и Петропулос организира отбраната на селото. Скумско според Цондос е с особено стратегическо значение, защото граничи с българските села в Костенарията и е идеално за база за нападения. Петропулос ръководи водачите и куриерите на четите, както и набира нови членове. Участва в нападенията на Езерец и Осничани през лятото на 1905 година с Вардас и Стефанос Дукас (Малиос). По-късно с Николаос Платанияс (Лахтарас) участва в нападението на Добролища и с Григорис Фалиреас (Закас) в нападението над Езерец. Обявен е за агент от ІІ ред.